# Reabsorción
En fisiología renal, la reabsorción o reabsorción tubular es el proceso mediante el cual la nefrona elimina el agua y los solutos del líquido tubular (preorina) y los devuelve a la sangre circulante.

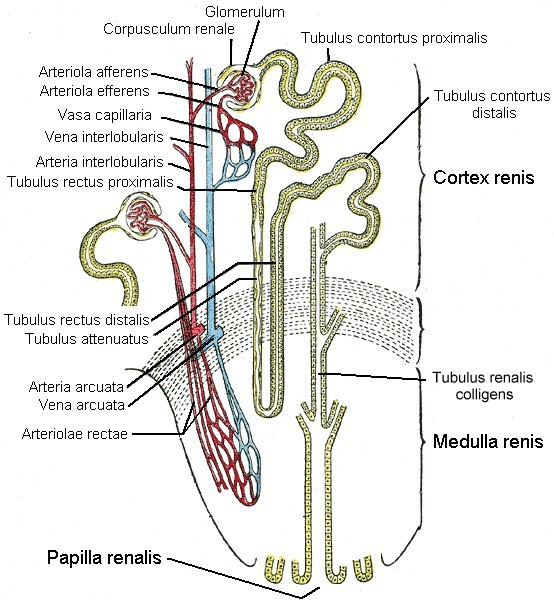
Túbulo renal a la derecha, en amarillo.

Se llama  reabsorción (y no absorción), tanto debido a que estas sustancias ya han sido absorbidas una vez (en los intestinos) y porque el cuerpo los está reclamando de la corriente de fluido, después de pasar por el glomérulo renal, que está en el proceso para convertirse en la orina (es decir, pronto se perderán en la orina a menos que se recuperen).

### Reabsorción renal

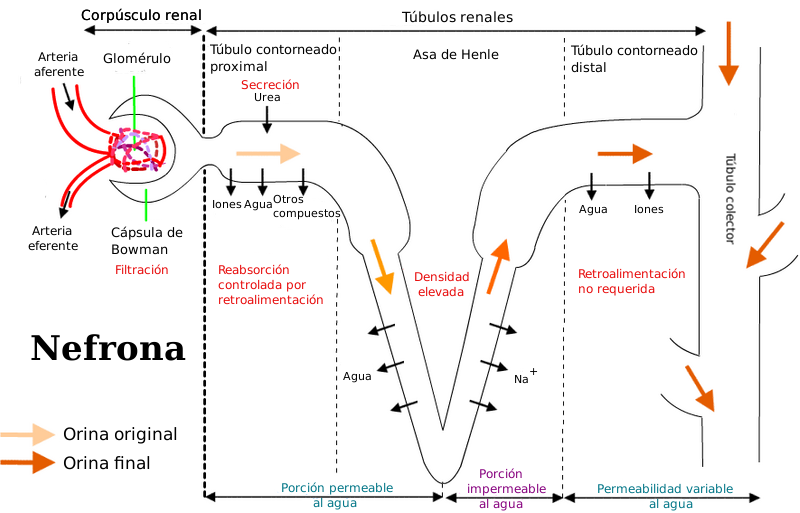
Túbulos renales formando la nefrona, a la derecha.

Las sustancias se reabsorben desde el túbulo renal hacia los capilares peritubulares. Esto ocurre como resultado del transporte de sodio (Na), desde el lumen a la sangre por la ATPasa Na+/K+ en la membrana basolateral de las células epiteliales. Por lo tanto, el filtrado glomerular se vuelve más concentrado, que es uno de los pasos en la formación de orina.

La reabsorción permite que muchos solutos útiles (principalmente glucosa y aminoácidos), sales y agua que han pasado a través de la cápsula de Bowman vuelvan a la circulación. Estos solutos se reabsorben isotónicamente, ya que el potencial osmótico del líquido que sale del túbulo contorneado proximal es el mismo que el del filtrado glomerular inicial.

Sin embargo, la glucosa, los aminoácidos, el fosfato inorgánico y algunos otros solutos se reabsorben mediante el transporte activo secundario a través de los canales de cotransporte impulsados por el gradiente de sodio.

### Sistema renina-angiotensina
El sistema renina-angiotensina genera las siguientes respuestas fisiológicas:
1. Los riñones detectan la presión arterial baja.
2. Libera renina en la sangre.
3. La renina provoca la producción de angiotensina I.
4. La enzima convertidora de angiotensina (ECA) convierte la angiotensina I en angiotensina II.
5. La angiotensina II estimula la liberación de aldosterona, ADH y sed.
6. La aldosterona hace que los riñones reabsorban sodio; ADH aumenta la absorción de agua.
7. El agua sigue al sodio.
8. A medida que aumenta el volumen de sangre, también aumenta la presión.